# Китап радиосы
Китап радиосы (с тат. — «Радиокнига») — культурно-просветительская радиостанция Татарстана с вещанием на татарском языке. Зарегистрирована региональным государственным медиахолдингом Татмедиа в 2017-м году. С 1 мая 2020 года работает круглосуточно в сети Интернет, запуск в FM-диапазоне планировался на лето 2020 года, в настоящее время ведет вещание в Казани на волне 98,6 FM.

## История
Идея создания татароязычного культурно-просветительского радио в Татарстане вынашивается десятилетиями. Ранее на различных частотах и в сети Интернет работал частный проект Радио Тәртип. Его закрытие в январе 2017 в связи со сложностями финансирования вызвало большой резонанс в татароязычной среде. Часть его программ продолжило жизнь в сетке вещания Болгар радиосы.
В первой попытке получить право на FM-частоту в Казани проект уступил православному «Радио Вера». 24 июля 2019 года был открыт конкурс на радиочастоту 98.6FM, победителем в котором 27 сентября был объявлен проект «Китап радиосы».
С 1 мая 2020 года радиостанцию «Китап радиосы» можно слушать круглосуточно посредством приложений, доступных для скачивания с AppStore и Google Play.

## Радиопрограммы
Программа вещания должна поровну делиться на песни и чтение произведений художественной литературы. 
Сейчас почти 70% эфира — это музыка. Примерно 25% — это ретро-песни, не те, что сегодняшние 25—30-летние ни разу в жизни не слышали, а наоборот, это песни, которые они слышали с детства от родителей, бабушек и дедушек. Скажем, будут звучать шлягеры в исполнении Ильгама Шакирова, Хайдара Бигичева.Алмаз Миргаязов
- Дневные литературные программы по выходным транслируются 9:00—11:00, 14:00—16:00, 19:00—21:00 мск
- Ночные литературные программы выходят в промежутке 22:00—6:00 мск.

На радио транслируются произведения известных татарских и некоторых башкирских писателей и поэтов, как Ангам Атнабаев, Роберт Миннуллин, Луиза Янсуар, Илсияр Ихсанова. Многие трансляции создаются на основе аудиокниг, записываемых при поддержке Президента РТ Рустама Минниханова с 2018 года Татарским книжным издательством — одним из партнеров радио.